# グライムソープ・コリアリー・バンド
グライムソープ・コリアリー・バンド (Grimethorpe Colliery Band) は、イギリスのサウス・ヨークシャー州、グライムソープに本拠地を置くブラスバンドである。グライムソープ炭坑の従業員のクラブ活動として1917年に、すでに解散していたカドワース炭坑のバンド (Cudworth Colliery Band) のメンバーにより設立された。映画『ブラス!』のモデルとなったバンドとしても有名である。

## 歴史
バンドの活動は設立の翌年、ベルビュー動物公園 (Belle Vue Zoological Gardens) でのコンテスト出場に始まり、1932年にはじめてラジオで演奏が放送され、1941年から1951年までの毎月、英国国営ラジオ (UK national radio) で演奏が放送された。
1950年代から1972年まで、ジョージ・トンプソン (George Thompson) がバンドのリーダーで、指揮も行っており、この期間にブリティッシュ・オープンでの最初の優勝を果たしている。その後プロの指揮者兼音楽監督としてエルガー・ハワース (Elgar Howarth) が就任した。1974年にはブラック・ダイク・ミルズ・バンドとともに、ブラスバンドとして初めてBBCプロムスに出演した。
1980年代には炭坑が経営不振に陥る中、バンドは活動を続けていたが、1992年10月13日にグライムソープ炭坑は閉鎖になった。その逆境の中、1992年10月17日にロイヤル・アルバート・ホールで行われた全英ブラスバンド選手権大会で100点満点中の99点をマークし、伝説的な優勝を勝ち取った。
グライムソープ炭坑の閉鎖後、バンドは RJB鉱山 (RJB Mining、後の UK コール (UK Coal plc)) の支援を受けて活動を続けた。その後スポンサーはパワーフューエル社 (Powerfuel) に変わっている。

## 初演
グライムソープ・コリアリー・バンドは、20世紀における重要なブラスバンド作品をいくつか初演している。
- グライムソープ・アリア (Grimethorpe Aria)、ハリソン・バートウィッスル (Harrison Birtwistle) 作曲
- ラグタイムとハバネラ (Ragtimes and Habaneras)、ハンス・ヴェルナー・ヘンツェ (Hans Werner Henze) 作曲

その他、マルコム・アーノルドのいくつかの作品など。

## ポップス
グライムソープ・コリアリー・バンドはポップスやロックの録音にも参加している。代表的なものはロイ・ハーパーの1975年のアルバムHQ (en) に収録されている When An Old Cricketer Leaves The Crease (en) やピーター・スケラーン (Peter Skellern) の1978年のヒット・シングル Love is the Sweetest Thing などである。またザ・ビューティフル・サウスが1996年にリリースしたいくつかの曲で録音に参加しており、シングル盤のボーナス・トラックとして収録されている。

## 映画との関わり
世界的ヒットを記録した1996年のイギリス映画「ブラス!」は、グライムソープ炭坑の閉鎖に関する騒動、現場の苦悩、社会問題をバンドの視点から描いた作品であり、そのサウンドトラックはグライムソープ・コリアリー・バンドが演奏している。また1976年のディズニー映画  Escape from the Dark (別名 Littlest Horse Thieves、日本未公開) は音楽が全編ブラスバンドであり、作曲者のロン・グッドウィン指揮のグライムソープ・コリアリー・バンドの演奏が使われている。

## 受賞歴
- 全英ブラスバンド選手権大会優勝 - 1970, 1992, 2006, 2007年[4]
- イングランド・ブラスバンド選手権大会優勝 - 2007年[5][6], 2008年[7]
- ヨークシャー大会優勝 - 1963, 1967, 1973, 1983, 1991, 1995, 2005, 2006.[2]
- ブラス・イン・コンサート優勝 - 1977, 1979, 1980, 1981, 1983, 1986, 1993, 1994, 1999, 2001 から 2005年[2]
- 鉱山バンド大会優勝 -1967, 1968, 1969, 1973 から 1980, 1983, 1985 から 2002年[2]
- ブリティッシュ・オープン優勝 - 1969, 1984, 1991年[2]
- グラナダ・バンド・オブ・ザ・イヤー - 1972, 1973, 1976, 1977, 1981, 1985年[2]

## その他の大会
グライムソープ・コリアリー・バンドは2008年にノルウェーで行われた全欧ブラスバンド選手権大会にイングランド代表として出場し、コーリー・バンド (Cory Band) と同点の194点を獲得して2位に入賞した。同年6月にはイングランド・ブラスバンド選手権大会で優勝し、翌年にベルギーのオーステンデで行われた全欧ブラスバンド選手権大会に出場した。

## 代表的なメンバー
- ロバート・ウェスタコット (Robert Westacott) - 首席コルネット
- マイケル・ドッド (Michael Dodd) - ソロ・ユーフォニアム
- ケヴィン・クロックフォード (Kevin Crockford) - ソプラノ・コルネット
- アンドリュー・ホームズ (Andrew Holmes) - フリューゲルホルン
- スコット・ベネット (Scot Bennett) - ソロ・ホーン
- ゲイリー・マクフィー (Gary MacPhee) - トロンボーン
- マイケル・ウェルズ (Michael Wells) - バリトン
- ショーン・クラウサー (Shaun Crowther) - E♭バス

## リリースされている録音
抄録を以下に示す。
| リリース年 | アルバム・タイトル                                              | 指揮者                                                                       |
| ---------- | --------------------------------------------------------------- | ---------------------------------------------------------------------------- |
| 1976       | Grimethorpe Special                                             | エルガー・ハワース                                                           |
| 1999       | Grimethorpe Colliery Band - Australian Tour Edition             | エルガー・ハワース                                                           |
| 2001       | Eric Ball - The Undaunted                                       | エルガー・ハワース                                                           |
| 2002       | Grimethorpe in Concert                                          | ガリー・カット (Garry Cutt)                                                  |
| 2004       | Grimethorpe in Concert Volume II                                | リチャード・エヴァンス (Richard Evans)                                       |
| 2004       | The History of Brass Band Music - The Golden Era                | エルガー・ハワース                                                           |
| 2004       | The History of Brass Band Music - The Salvation Army Connection | エルガー・ハワース                                                           |
| 2005       | The History of Brass Band Music - The Early Years               | エルガー・ハワース                                                           |
| 2006       | The History of Brass Band Music - The Modern Era                | エルガー・ハワース                                                           |
| 2007       | Grimethorpe in Concert Volume III                               | リチャード・エヴァンス、フィリップ・ハーパー (Richard Evans & Philip Harper) |
| 2007       | The History of Brass Band Music - Classical Arrangements        | エルガー・ハワース                                                           |
| 2008       | The History of Brass Band Music - New Adventures                | エルガー・ハワース                                                           |
| 2008       | Hymns                                                           | フィリップ・マッカン (Phillip McCann)                                        |

### 演奏の動画
- Death or Glory ロバート・ブラウン・ホール指揮の演奏

### 演奏の録音
- Concierto de Aranjuez 2nd movt - アランフェス協奏曲の録音サンプル
- Sleigh Ride - そりすべりの録音サンプル
- Girl with the Flaxen Hair - 亜麻色の髪の乙女の録音サンプル